# Pellenes canosus
Pellenes canosus es una especie de araña saltarina del género Pellenes, familia Salticidae. Fue descrita científicamente por Simon en 1937.
Habita en Francia.